# Білоруський цвинтар (Саут-Рівер)
Білоруський цвинтар в Саут-Рівері — православне кладовище в Саут-Рівері, штат Нью-Джерсі, США.

## Видатні постаті, поховані на цвинтарі
- Григорій Орцюшенко (1927 — 2004) — білоруський громадсько-політичний діяч у США;
- Радослав Островський (1887 — 1976) — білоруський політичний активіст і лідер, перший президент Білоруської центральної ради;
- Михась Бахар (1929 — 2007) — білоруський громадсько-політичний діяч у США;
- Юрка Віцьбич (1905 — 1975) — білоруський письменник, публіцист, крайознавчиня, популяризатор історії Білорусі і діяч еміграції в Америці;
- Євген Занкавич (1923 — 1997) — білоруський громадсько-політичний діяч у США, другий віцепрезидент Білоруської центральної ради;
- Янка Золак (1912 — 2000) — білоруський поет-емігрант, прозаїк, видавець;
- Михась Ковиль (1915 — 2017) — білоруський поет, редактор, громадський діяч;
- Іван Косяк (1909 — 1989) — білоруський громадсько-політичний діяч у США[2];
- Юхим Кіпель (1896 — 1969) — білоруський громадський діяч, педагог;
- Святослав Ковш (1916 — 1997) — білоруський релігійно-громадський діяч, письменник;
- Микола Лапіцький (1907 — 1976) — білоруський церковний діяч;
- Василь Мисюль (1889 — 1984) — діяч білоруської еміграції у США;
- Олег Махнюк (1928 — 2009) — білоруський громадський діяч, мастак;
- Никандр Мядзейко (1914 — 1987) — білоруський громадсько-політичний діяч, другий президент Білоруської центральної ради;
- Ірен Михайлівна Рагалевич-Дутко (1942 — 2020) — білоруська мастачка в еміграції;
- Олександр Русак (1907 — 1957) — білоруський громадський діяч, інженер;
- Ян Станкевич (1891 — 1976) — білоруський мовознавець, історик, політичний діяч;
- Масей Седнєв (1913 — 2001) — білоруський поет, прозаїк;
- Роберт Цуприк (1954 — 2021) — білоруський громадський діяч, Віцепрезидент БККА;
- Віталій Цярпіцький (1923 — 2017) — білоруський громадський діяч;
- Емануель Ясюк (1906 — 1977) — білоруський громадсько-політичний діяч.